# Alenka Cuderman
Alenka Cuderman, slovenska rokometašica, * 13. junij 1961, Kranj.
Cudermanova je za žensko rokometno reprezentanco SFRJ nastopila na Poletnih olimpijskih igrah 1984 v Los Angelesu in z ekipo osvojila zlato medaljo.
Leta 2025 je na izredni podelitvi prejela Bloudkovo nagrado po novem zakonu za nazaj.